# Caranx caballus
Caranx caballus is een straalvinnige vissensoort uit de familie van horsmakrelen (Carangidae). De wetenschappelijke naam van de soort is voor het eerst geldig gepubliceerd in 1868 door Günther.

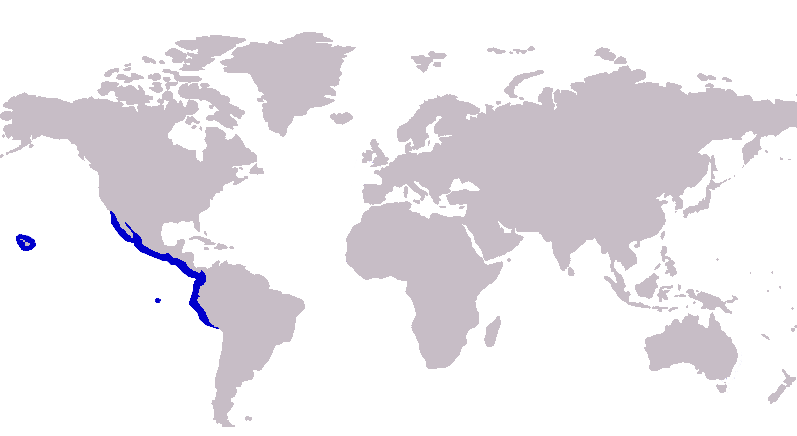
Verspreidingsgebied van Caranx caballus